# Jason Joseph
Jason Joseph (* 11. Oktober 1998 in Basel) ist ein Schweizer Hürdenläufer, der sich auf die 110-Meter-Distanz spezialisiert hat und aktuell Inhaber des Schweizer Landesrekordes über diese Distanz ist. 2023 wurde er Halleneuropameister über 60 Meter Hürden.

## Sportliche Laufbahn und Leben
Erste internationale Erfahrungen sammelte Jason Joseph im Jahr 2017, als er bei den U20-Europameisterschaften in Grosseto auf Anhieb in 13,41 s die Goldmedaille gewann. Im Jahr darauf nahm er im 60-Meter-Hürdenlauf an den Hallenweltmeisterschaften in Birmingham teil, schied dort aber mit 7,89 s in der ersten Runde aus. Im August gelangte er bei den Europameisterschaften in Berlin bis in den Halbfinal und schied dort mit 13,53 s aus. 2019 siegte er bei den U23-Europameisterschaften in Gävle in 13,45 s und qualifizierte sich auch für die Weltmeisterschaften in Doha, bei denen er mit 13,53 s im Halbfinal ausschied. 2021 nahm er an den Olympischen Spielen in Tokio teil und erreichte dort ebenfalls den Halbfinal, in dem er mit 13,46 s ausschied. Anschliessend verbesserte er den Schweizer Landesrekord auf 13,12 s und wurde dann bei der Athletissima in Lausanne mit windunterstützten 13,11 s Zweiter. Mitte September siegte er in 13,34 s bei der Gala dei Castelli.
2022 schied er bei den Weltmeisterschaften in Eugene mit 13,67 s im Halbfinal aus und belegte anschliessend bei den Europameisterschaften in München in 13,35 s den vierten Platz. Im Jahr darauf siegte er bei den Halleneuropameisterschaften in Istanbul mit neuem Schweizer Rekord von 7,41 s über 60 Meter Hürden. Anfang Juni wurde er bei der Golden Gala Pietro Mennea in 13,10 s Zweiter, wurde anschliessend bei der 1. Liga der Team-Europameisterschaft im Rahmen der Europaspiele in Chorzów in 13,12 s Erster und sicherte sich damit ligenübergreifend die Goldmedaille. Kurz darauf wurde er bei der Athletissima in 13,23 s Zweiter und siegte in 13,10 s beim Meeting Madrid. Im August belegte er bei den Weltmeisterschaften in Budapest mit 13,28 s im Final den siebten Platz und siegte dann im September in 13,18 s bei der Gala dei Castelli. 2024 schied er bei den Hallenweltmeisterschaften in Glasgow mit 7,81 s im Semifinal über 60 Meter Hürden aus. Im Juni gewann er bei den Europameisterschaften in Rom in 13,43 s die Bronzemedaille über 110 Meter Hürden hinter dem Italiener Lorenzo Simonelli und Enrique Llopis aus Spanien. Anschließend schied er bei den Olympischen Sommerspielen in Paris mit 13,44 s im Halbfinale aus. 
2025 erreichte er bei den Halleneuropameisterschaften in Apeldoorn das Semifinale über 60 m Hürden und schied dort mit 7,70 s aus. Am 6. Juni 2025 gewann er in Rom erstmals ein Rennen an einem Diamond League Meeting.
In den Jahren von 2019 bis 2024 wurde Joseph Schweizer Meister im 110-Meter-Hürdenlauf im Freien sowie von 2017 bis 2020 und von 2023 bis 2025 auch in der Halle über 60 Meter Hürden.

## Persönliche Bestleistungen
- 110 m Hürden: 13,07 s (−0,1 m/s), 31. August 2023 in Zürich
  - 60 m Hürden (Halle): 7,41 s, 5. März 2023 in Istanbul (Schweizer Rekord)